# Sportpark Eschen/Mauren
Het Sportpark Eschen/Mauren is een sportstadion in de Liechtensteinse gemeente Eschen. Het stadion heeft een capaciteit 2.100 waarvan er zo'n 600 mensen kunnen zitten. Het stadion werd geopend in 1975 en is het thuisstadion van USV Eschen/Mauren. De voetbalclub USV Eschen/Mauren maakt gebruik van dit stadion.
In 2010 werd van dit stadion gebruik gemaakt voor het Europees kampioenschap voetbal mannen onder 17. Dat toernooi werd van 18 mei tot en met 30 mei 2010 in Liechtenstein gespeeld. Er werden 6 groepswedstrijden gespeeld. Er werd ook gebruik gemaakt van dit stadion tijdens het Europees kampioenschap voetbal onder 19 van 2003. Er werden toen drie groepswedstrijden gespeeld.